# Пикрасма
Пикрасма (лат. Picrasma) — род деревянистых растений семейства Симарубовые (Simaroubaceae).

## Ботаническое описание
Небольшие деревья или кустарники, иногда до 20 м высотой, двудомные или однодомные. Листья непарноперистые, с ложными и рано опадающими прилистниками; листочки супротивные или почти супротивные, черешчатые, цельнокрайные или зубчато-городчатые, голые, без желёзок.
Цветки собраны в пазушные полузонтичные тирсы со слегка опушёнными осями. Чашелистиков 4(5), свободные или сросшиеся основаниями. Лепестков 4(5), створчатые, как правило голые. Тычинок 4(5), тычиночные нити без придатков; пыльники прикреплены спинной стороной. Стаминодии отсутствуют в тычиночных цветках. Нектароносный диск мясистый, чаще конический, голый или опушённый. Плодолистиков (2)4(5), стилодии сверху срастаются или свободные; рыльцевые ветви нитевидные, отогнуты назад.
Соплодие из 1—3(5) шаровидных костянок, без киля, 5—12 мм длиной; красные, при созревании становятся чёрно-синими.

## Распространение
Встречаются в юго-восточной Азии и в Америке: от Мексики и Карибских островов до Аргентины.

## Виды
Род Пикрасма включает 8 видов, некоторые из них:
- Picrasma chinensis P.Y.Chen
- Picrasma crenata Engl.
- Picrasma excelsa (Sw.) Planch. — Пикрасма высокая
- Picrasma javanica Blumetypus[1]
- Picrasma mexicana Brandegee
- Picrasma quassioides (D.Don) Benn.